# Indian Institute of Science

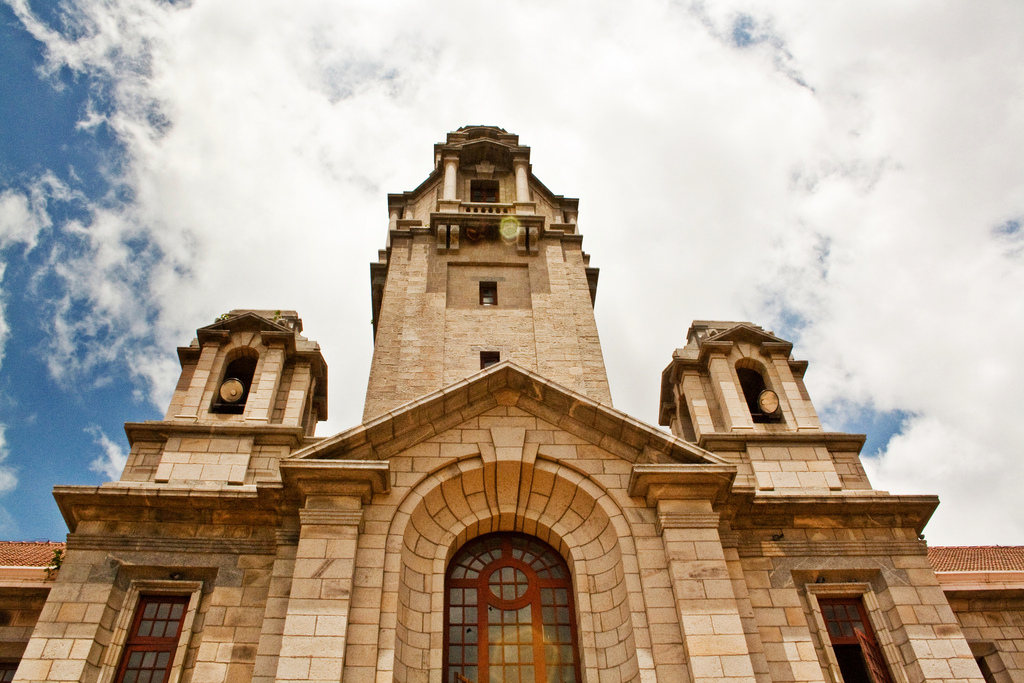

Indian Institute of Science – najlepsza uczelnia w Indiach. Znajduje się ona w Bengaluru i zajmuje naukami przyrodniczymi oraz technicznymi.
Ufundował ją na przełomie XIX i XX wieku znany przemysłowiec Jamsetji Tata. Zatrudnia ona obecnie 433 wykładowców i kształci 2167 doktorantów (dane z roku 2017).